# 埼玉県立八潮南高等学校
埼玉県立八潮南高等学校（さいたまけんりつ やしおみなみこうとうがっこう）は、埼玉県八潮市大字南川崎に所在する公立の高等学校。

## 設置学科
- 普通科
- 商業科
- 情報処理科

## 沿革
- 1984年（昭和59年）4月1日 - 開校
- 2025年−令和7年度をもって募集停止[1]。
- 2026年−埼玉県立八潮高等学校と統合する（予定）。

## 校歌
作曲は福島市の作曲家、古関裕而の作品。

## 学校行事
体育祭、翔鴎祭(文化祭)、ロードレース大会、遠足、修学旅行、予餞会、スポーツ大会(学期末に実施)などがある。

## 交通
- つくばエクスプレス線八潮駅より徒歩20分
- 東武伊勢崎線草加駅より自転車30分

## 周辺
- 普門寺
- 八潮保育園

## 著名な出身者
- 宇田川優希 - プロ野球選手（オリックス）
- 田村真佑 ‐ アイドル（乃木坂46）